# Harold Johnson (pugile)
Harold Johnson (Filadelfia, 9 agosto 1928 – Filadelfia, 19 febbraio 2015) è stato un pugile statunitense, campione del mondo dei pesi mediomassimi dal 1961 al 1963.

## Carriera

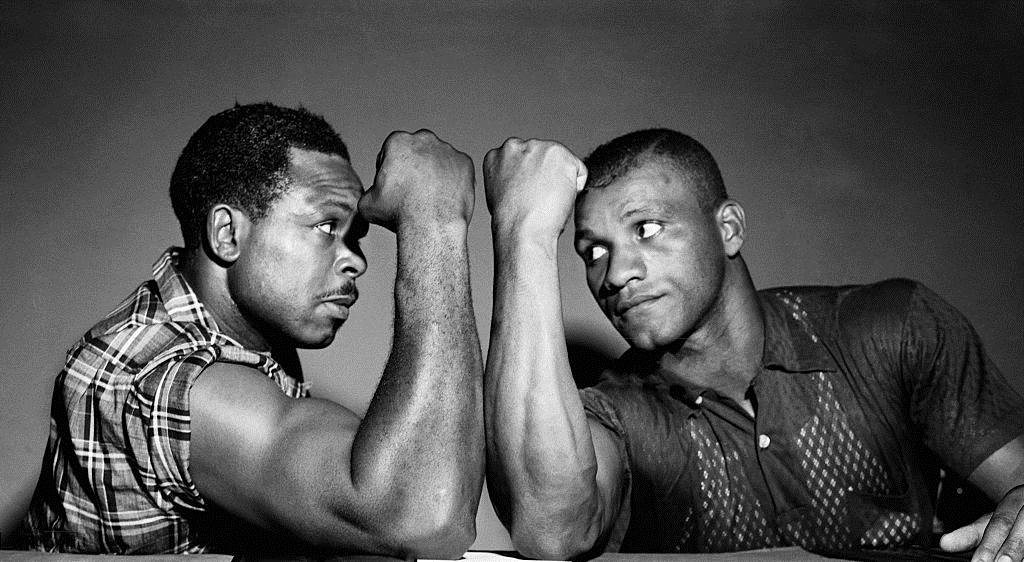
Harold Johnson (a destra) e Archie Moore prima di affrontarsi per la quinta volta, nel 1954, con in palio il titolo mondiale dei pesi mediomassimi.

Afroamericano, nacque a Manayunk, un quartiere nord di Filadelfia. Divenne professionista nel 1946, a diciotto anni. Dopo ventiquattro match tutti vinti subì la prima sconfitta di fronte ai pugni del grande Archie Moore, nel 1949. L'anno dopo accettò di combattere, senza titolo in palio, contro il campione del mondo dei pesi massimi, Jersey Joe Walcott, che lo mise KO alla terza ripresa. Tra il 1951 e il 1952, combatté tre incontri consecutivi nuovamente contro Archie Moore, con un bilancio di una vittoria e due sconfitte, tutti ai punti.
L'8 settembre 1953, in un match senza limite di peso, Johnson ottenne l'ottimo risultato di battere ai punti Ezzard Charles, grande avversario di Rocky Marciano per il titolo mondiale dei massimi. Il verdetto fu contrastato perché un giudice, sia pure per un solo punto, aveva visto vincitore Charles. 
L'anno dopo, al Madison Square Garden di New York, Johnson incrociò nuovamente i guantoni contro Archie Moore che, nel frattempo, aveva conquistato la cintura mondiale dei mediomassimi. Il match, con il titolo in palio, fu ancora una volta appannaggio di Moore per knock-out tecnico alla quattordicesima ripresa. Fino a quel momento l'incontro, di grande intensità, era sostanzialmente in equilibrio, con un giudice che vedeva Moore in concreto vantaggio, un altro Johnson avanti per un solo punto e il terzo pari con preferenza Moore. Al decimo round Johnson era riuscito ad atterrare Moore, per poi finire al tappeto al quattordicesimo. Pur rialzandosi al conto di quattro, fu dichiarato impossibilitato a proseguire dall'arbitro che assegnò la vittoria al trentasettenne campione del mondo. L'ultimo round di questo match è stato definito "round of the year" 1954 dalla rivista specializzata Ring Magazine.
Tra il 1956 e i primi mesi del 1963, Johnson combatté 24 volte vincendo sempre. Non disdegnò di combattere tra i pesi massimi, battendo Wayne Bethea, futuro giustiziere dell'italiano Francesco De Piccoli ed Eddie Machen, grande avversario di Sonny Liston. 
Nel 1961, sconfiggendo Jesse Bowdry a Miami, Johnson conquistò il titolo mondiale NBA dei pesi mediomassimi, reso vacante per mancata difesa entro i termini da parte di Archie Moore. Difese il titolo con successo battendo Von Clay ed Eddie Cotton. Il 12 maggio 1962, battendo con verdetto unanime Doug Jones, futuro avversario di Muhammad Ali, si aggiudicò anche il titolo mondiale riconosciuto dalla Commissione Atletica dello Stato di New York e la rivista The Ring, anch'esso vacante per il definitivo passaggio di Archie Moore ai pesi massimi. Johnson divenne così campione del mondo dei mediomassimi unanimemente riconosciuto. Difese ancora vittoriosamente il titolo battendo ai punti il tedesco Gustav Scholz per poi essere detronizzato da Willie Pastrano nel 1963.
Combatté sino al 1968, con discreti risultati (7 vittorie e una sola sconfitta) per poi ritirarsi a quarant'anni d'età, salvo un breve rientro nel 1971.
Nel 2002 la rivista Ring Magazine lo ha classificato all'80º posto in una propria classifica degli 80 migliori pugili degli ultimi 80 anni e l'International Boxing Hall of Fame lo ha ammesso fra i più grandi pugili di ogni tempo.